# Ligne de Joigny à Auxerre
La ligne de Joigny à Auxerre est une ancienne ligne de chemin de fer départementale à voie métrique entre Joigny et Auxerre exploitée sous le principe de concession par la Compagnie des Chemins de Fer d’intérêt Local de l’Yonne (CFY) puis sous le régime de l’affermage par la CFD et enfin par la SICA de la région Joigny-Toucy-Auxerre

## Histoire
La loi du 30 mars 1910 déclare d’utilité publique la construction d’une ligne de chemin de fer entre Joigny et Auxerre. Le concessionnaire retenu est Compagnie de chemins de fer d’intérêt local de l’Yonne (CFY) représentée par les ingénieurs civils MM. Edmond Coignet  et Paul Grosselin.
Mais en raison de l’échelonnement du programme adopté par le conseil général et de la lenteur des travaux la ligne Joigny-Auxerre n’est terminée qu'en 1914. Une section de raccordement entre la ligne de Toucy  et celle d'Auxerre est également  construite entre Aillant-sur-Tholon et Fleury-la-Vallée. Avec ces extensions de réseau, une nouvelle gare est construite à Joigny, l’ancienne gare est conservée pour devenir le bâtiment d’exploitation.
Après un début d’activité en fanfare, le 1er mars 1914 il y a plus de 500 personnes à Auxerre pour inaugurer ce nouveau chemin de fer, il a vite fallu déchanter, le 3 août 1914, l’Allemagne déclare la guerre à la France et les lignes du Joviniens vont connaitre bien des difficultés.
La ligne Joigny-Toucy est réquisitionnée pour le transport de l’armée, seule la ligne Joigny-Auxerre fonctionne pendant ces 4 années de guerre. En 1917, la voie du raccordement d’Aillant sur Tholon à Fleury la Vallée est démontée pour les besoins militaires. Seule la ligne Joigny-Auxerre reste ouverte aux voyageurs et marchandises.
Après la guerre, en 1918, la situation financière et technique de la CFY est critique. Les 2 dirigeants MM Coignet et Grosselin sont décédés en 1915 et 1918. La CFY demande au département le rachat du réseau. En 1920, la CFY est mise en liquidation. Il faut attendre le 15 février 1923 pour qu’une loi ratifie le rachat de toutes les lignes concédées au CFY.
On choisit donc un nouveau concessionnaire. La CFD est retenue l’exploitation du réseau qui est fait sous le régime de l’affermage selon une convention signée 25 juin 1923. Mais cela ne résout pour autant pas les problèmes financiers, la hausse du prix du charbon, des salaires et charges sociales pèsent sur les dépenses. La concurrence automobile commence à se faire sentir et pèse sur les recettes.
La CFD tente quelques réformes, elle cherche à réaliser des économies sur le personnel et sur le matériel. Ainsi en 1926, elle achète une automotrice Renault NF pour remplacer les trains à vapeur qui ont l’inconvénient d’être lent et couteux. Mais le 21 janvier 1927, cette automotrice est victime d’un accident qui cause la mort d’une personne et de sept blessés à Auxerre Migraines. L’engin est réparé et transféré sur la ligne de Sens à Nogent sur Seine.
Face a des déficits de plus en plus important, le Conseil général par la séance du 10 mai 1938, se prononce pour mettre fin au contrat qui lie le département avec le CFD avec prise d’effet au 1er janvier 1938. Plus aucun train ne roule à partir de cette date. Toutefois, sur intervention d’un conseiller général, il est accordé un sursis de 3 ans avant la dépose des voies. Cette décision va permettre de faire renaître la ligne pendant les années de guerre 1939-1945, période ou l’on sera bien content de retrouver des transports.
Sur demande de la sucrerie de Brienon-sur-Armançon, la ligne est rouverte le 15 août 1942 pour le transport des betteraves. Le 7 décembre 1942, après une remise en état sommaire du réseau, le service voyageur est rétabli. C’est ainsi une renaissance provisoire pour ces lignes. Par manque d’investissements et par inexpérience, la Société exploitante connaît de nombreuses difficultés, pannes, déraillements, et manque de locomotive.
Le 30 avril 1946, elle est mise en liquidation, c’est la fin des lignes Joigny-Toucy et Joigny-Auxerre. Le 14 mars 1947, les rails sont retirés et réutilisés sur la ligne Laroche-l’Isle Angely,.

## Tracé
Les lignes de Joigny Toucy et Joigny Auxerre débutaient en face de la gare PLM de Joigny, avec rapidement une dérivation qui partait en direction de l’Yonne pour la gare d’eau située à 900 mètres de la gare.
Ensuite, par une grande courbe, la voie franchissait la ligne PLM par un pont qui a été détruit en 1949. Puis traversait le Tholon par un ponceau au tablier métallique.
Quelques centaine de mètres après ce pont la ligne quittait le tronçon commun avec la ligne de Toucy par un embranchement à gauche en direction d’Auxerre et retraversait le Tholon par un autre petit pont métallique. Elle suivait ensuite la vallée du Ravillon sans dénivelé notable, toujours en site propre.
Peu avant la gare de Fleury-la-Vallée, elle recevait sur la droite, la voie de l'Antenne d’Aillant sur Tholon à Fleury la Vallée.
Avant de remonter vers la gare de Saint-Georges-sur-Baulche, la ligne traversait le ru de Baulche par un pont à travée métallique.
Enfin, par une longue descente, elle atteignait Auxerre à la gare Migraine puis en commun avec la voie publique traversait l’Yonne par le pont routier et suivait l’avenue de Brazza pour enfin atteindre la gare d’Auxerre-Saint Gervais toute proche de la gare PLM. Quelques aménagements communs avec la ligne PLM permettaient le transbordement de marchandises.

## Les gares
L’architecture des  10 gares de cette ligne reprend le style adopté par les chemins de fer d’intérêt local de l'Yonne. Seule la gare d’Auxerre Saint Gervais fait exception car c'était un bâtiment déjà existant et qui fut occupé par le Président de la République Paul Doumer du temps ou il fut député de l’Yonne (1891-1896).
Il y avait trois types de bâtiment, selon l’importance des gares : 
•	le type I d’une surface au sol de 53 m2 pour la nouvelle gare de Joigny et celle d’Auxerre Migraine
•	le type II de 48 m2 avec 3 fenêtres en façade pour les gares de Fleury la Vallée et Charbuy
•	le type III  d’une surface de 42 m2  avec 2 fenêtres en façade pour toutes les autres gares
Toutes ces constructions étaient en  pierres, avec encadrement des ouvertures en briques pleines, et toiture en tuiles mécaniques, les matériaux employés provenaient des carrières et tuileries des environs.
Le bâtiment voyageur (BV) comprenait au rez-de-chaussée, la salle d’attente et le bureau du chef de gare qui délivrait les billets, et au 1er étage son logement. D’un côté du BV la halle marchandise avec son quai surélevé, et de l’autre côté un petit bâtiment en appentis qui abritait les WC et la lampisterie.
Les gares de Joigny, Fleury la Vallée et Auxerre Saint Gervais étaient équipées d’un château d’eau pour alimenter les locomotives à vapeur.
La gare de Joigny était la gare principale avec remise à locomotives, atelier et bureaux. La gare terminus d’Auxerre Saint Gervais disposait aussi d’une remise à machine.
En 2025, la plupart des gares sont encore existantes et reconverties par leurs nouveaux propriétaires en habitation tout en conservant plus ou moins leur aspect d’origine. Ont disparu, les gares de Joigny et d’Auxerre Migraine démolies dans les années 1970.

## Le matériel roulant
En 1913, en prévision de l’ouverture de la ligne Joigny Auxerre et de l’embranchement Aillant –Fleury, 4 locomotives furent acquises, de marque Corpet-Louvet et de type 030 T. Elles portaient les numéros 24-25-29-30.
Enfin en 1914, 2 autres locomotives plus lourdes et plus puissantes furent affectées sur les lignes du Jovinien. D’un poids de 22 tonnes et de type 130 T, elles sont de marque Corpet Louvet, et portaient les numéros 41-45.
Selon les disponibilités ces machines à vapeur circulaient aussi bien sur la ligne de Joigny à Auxerre que sur celle de Joigny à Toucy .
En 1926, La CFD a repris l’exploitation de la ligne depuis 3 ans et tente de faire circuler des engins automoteurs par mesure d’économie. Elle choisit un autorail Renault type NF, malheureusement cet essai sera de courte durée, car l’année suivante, à la suite d'un accident, cette automotrice sera mutée, après réparation, sur la ligne de Sens Nogent.

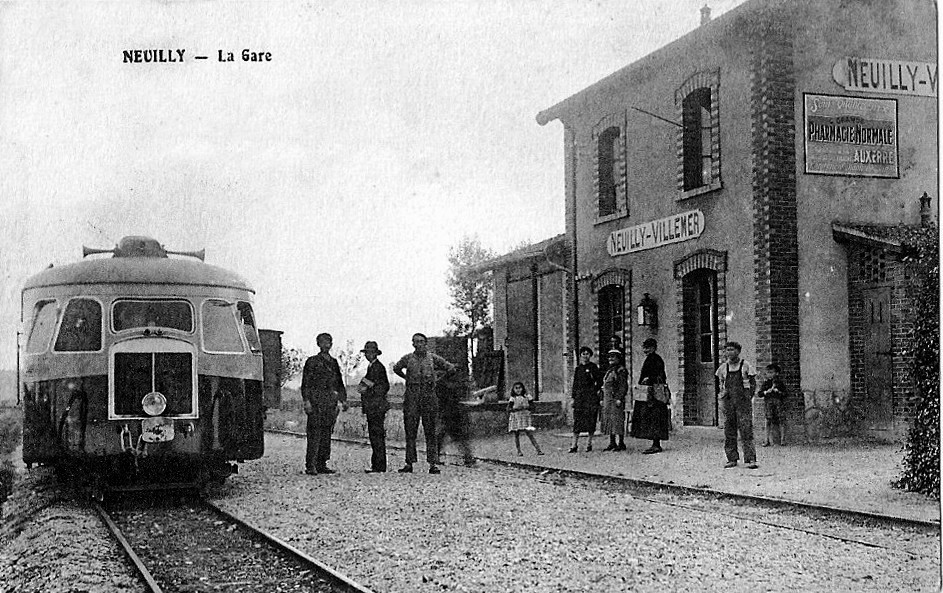
Autorail Billard A80 D en gare de Neuilly Villemer (1937)

En 1933, après la fermeture de la ligne entre Sens et Villeneuve-l’archevêque, deux autorails Renault SCEMIA RS sont transférés par la route vers la ligne de Joigny à Auxerre .
Enfin en 1937, un autorail Billard fut loué au constructeur et mis à l’essai pendant 3 mois mais non renouvelé. Il ira ensuite rouler en Seine et Marne sur la ligne Montereau-Souppes sous le n°801 .
Pour ce qui est du matériel remorqué : voitures et wagons, voir son détail sur Joigny à Toucy, puisque celui-ci circulait sur les 2 lignes suivant les besoins d’exploitation.